# Garff
Garff (così anche in mannese) è uno dei sei Sheading dell'Isola di Man ed è formato dalle parrocchie di Lonan, Maughold, il villaggio di Laxey ed il distretto di Onchan.